# Приз имени Вячеслава Фетисова
Приз имени Вячеслава Фетисова — ежегодная награда, учреждённая Молодёжной хоккейной лигой, которая по окончании сезона вручается лучшему защитнику чемпионата МХЛ завершившегося сезона.
Награда названа в честь великого советского хоккеиста и тренера Вячеслава Александровича Фетисова, одного из лучших защитников в истории мирового хоккея.
Первым обладателем награды стал Сергей Терещенко, который в сезоне 2009/10 набрал 27 (8+19) очков в 54 проведённых матчах при показателе полезности «+44».

## Лауреаты
| Сезон   | Игрок            | Клуб           | Примечания                                                   |
| ------- | ---------------- | -------------- | ------------------------------------------------------------ |
| 2009/10 | Сергей Терещенко | Стальные Лисы  | 27 (8+19) очков в 54 матчах при показателе полезности «+44»  |
| 2010/11 | Алексей Марченко | Красная Армия  | 49 (8+41) очков в 51 матче при показателе полезности «+44»   |
| 2011/12 | Сергей Терещенко | Стальные Лисы  | 26 (11+15) очков в 56 матчах при показателе полезности «+35» |
| 2012/13 | Дмитрий Стулов   | Стальные Лисы  | 51 (14+37) очко в 55 матчах при показателе полезности «+49»  |
| 2013/14 | Даниил Арефьев   | Омские Ястребы | 47 (15+32) очков в 50 матчах при показателе полезности «+35» |